# Caswell Beach (Carolina del Norte)
Caswell Beach es un pueblo ubicado en el condado de Brunswick en el estado estadounidense de Carolina del Norte. La localidad en el año 2000, tenía una población de 370 habitantes en una superficie de 10,7 km², con una densidad poblacional de 193,6 personas por km².

## Geografía
Caswell Beach se encuentra ubicado en las coordenadas 33°54′13″N 78°3′38″O / 33.90361, -78.06056. Según la Oficina del Censo, la localidad tiene un área total de 10,7 km² (4,1 mi²), de la cual 7,9 km² (3,1 mi²) es tierra y 2,8 km² (1,1 mi²) (26.02%) es agua.

### Localidades adyacentes
El siguiente diagrama muestra a las localidades en un radio de 16 kilómetros (9,9 mi) de Caswell Beach.

## Demografía
En el 2000 la renta per cápita promedia del hogar era de $57.083, y el ingreso promedio para una familia era de $63.750. El ingreso per cápita para la localidad era de $41.731. En 2000 los hombres tenían un ingreso per cápita de $49.063 contra $35.625 para las mujeres. Ninguno de la población estaba bajo el umbral de pobreza nacional.